# Veres Péter (néprajzkutató)
Veres Péter Tibor (Debrecen, 1941. május 17. –) magyar néprajzkutató, a történettudományok (néprajz) kandidátusa.

## Életrajza
A debreceni tanítóképzőben, majd a debreceni KLTE-en és a moszkvai Lomonoszov Egyetem néprajz-történelem szakán tanult. 1967-től a budapesti Néprajzi Múzeumnál dolgozott, 1975-től a Szovjetunió Tudományos Akadémiája Néprajzi Intézete aspiránsa, 1979-től pedig az MTA Néprajzi Kutatóintézete tudományos főmunkatársa. Munkássága alapvető a magyar őstörténet területén, segített árnyalni a magyar nép vándorlását, életmódját az egyoldalúan végletes álláspontok között. Tanulmányait magyar és szovjet folyóiratok közölték.
Kutatási területei: finnugor néprajz, finnugor és magyar etnogenezis, az etnikum elmélete.